# Coelotes personatus
Coelotes personatus là một loài nhện trong họ Amaurobiidae.
Loài này thuộc chi Coelotes. Coelotes personatus được miêu tả năm 1973 bởi Nishikawa.